# 流星刀

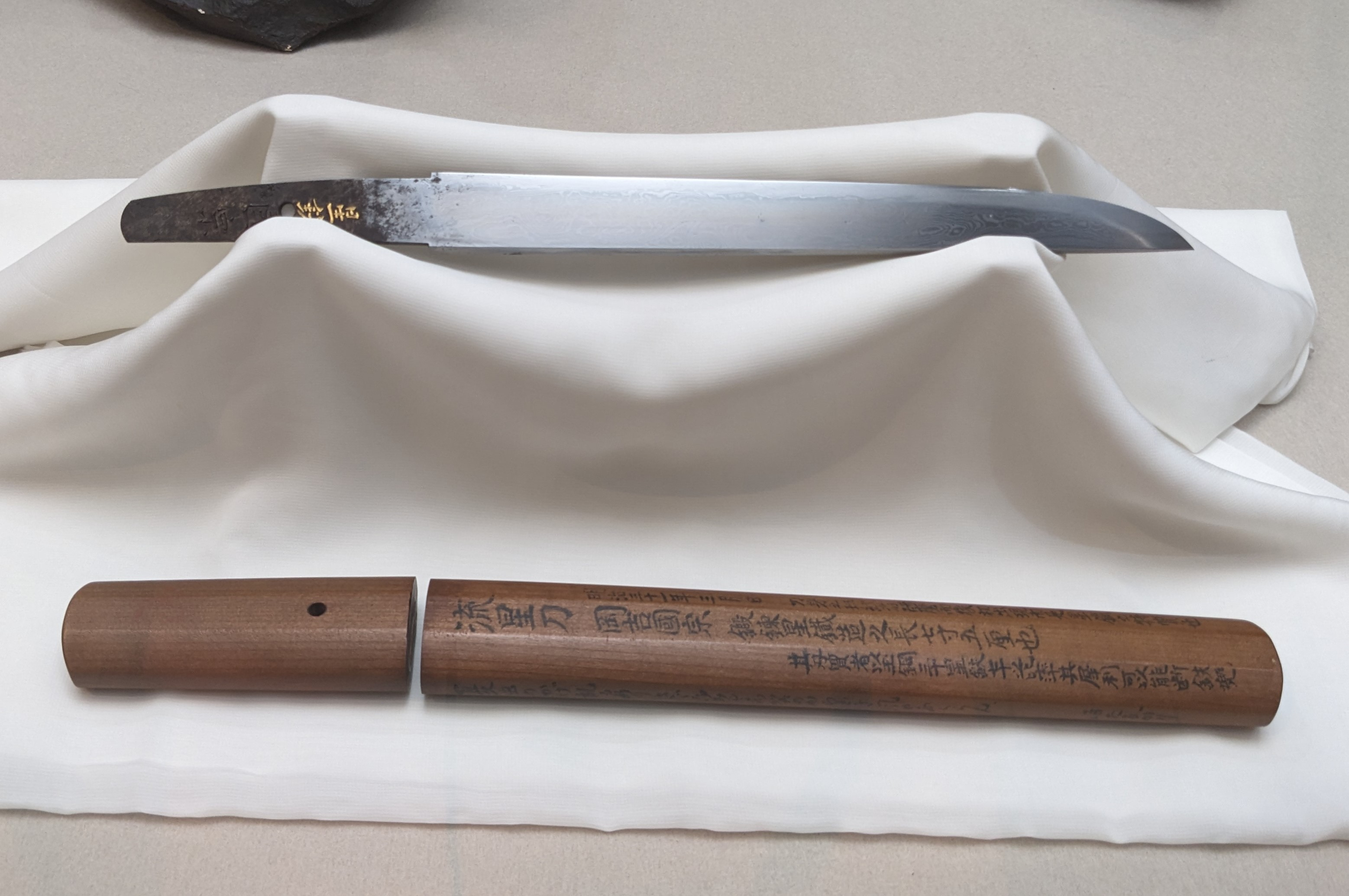
流星刀（富山市科学博物館所蔵・京都大学総合博物館特別展示）

流星刀（りゅうせいとう）は、明治時代に榎本武揚が刀工岡吉国宗に鉄隕石を使用して作らせた日本刀4振り（長刀2・短刀2）およびのちに作られた1振り（短刀）に名付けた称。榎本は後に作られた1振り以外の経緯をまとめた論文「流星刀記事」を発表している。製作されるきっかけとなったのは、榎本武揚がロシア大使としてサンクトペテルブルクにおもむいていた時期に、ロシア皇帝の秘宝の中に鉄隕石で作られた刀があることに感動し、いつかは自身も鉄隕石を使用した刀を手にしたいと夢見たことから始まる。

## 製作
榎本は刀工岡吉国宗に鉄隕石を使った日本刀の製作を依頼する。鉄隕石からは4キログラムほどの鉄が欠き取られて使用された。当初、隕鉄を使用して日本刀を製作することが初めてであった国宗は、普通の鉄と比べ、やわらかすぎる隕鉄の加工に苦労したとされ、氷川神社に祈願するなどした。苦労を重ねた結果、隕鉄70パーセントに玉鋼30パーセントの分量で混合し、鍛えあげることに成功した。こうして隕鉄を使用して鍛えられた流星刀が大小4振り製作され、その内、長刀の1振りは当時の皇太子（のちの大正天皇）に献上された。時に1898年（明治31年）のこととされる
残り3振りは榎本の子孫へ伝えられたが、短刀1振りは戦時中に紛失、長刀1振りは榎本が設立に関わった東京農業大学に、短刀1振りは隕石飛来の地である富山市天文台に寄贈、後に富山市科学博物館に収蔵されている。
後に作られた短刀1振りは2017年に榎本のひ孫である榎本隆充によって榎本にゆかりのある龍宮神社に奉納された。

### 使用された隕鉄

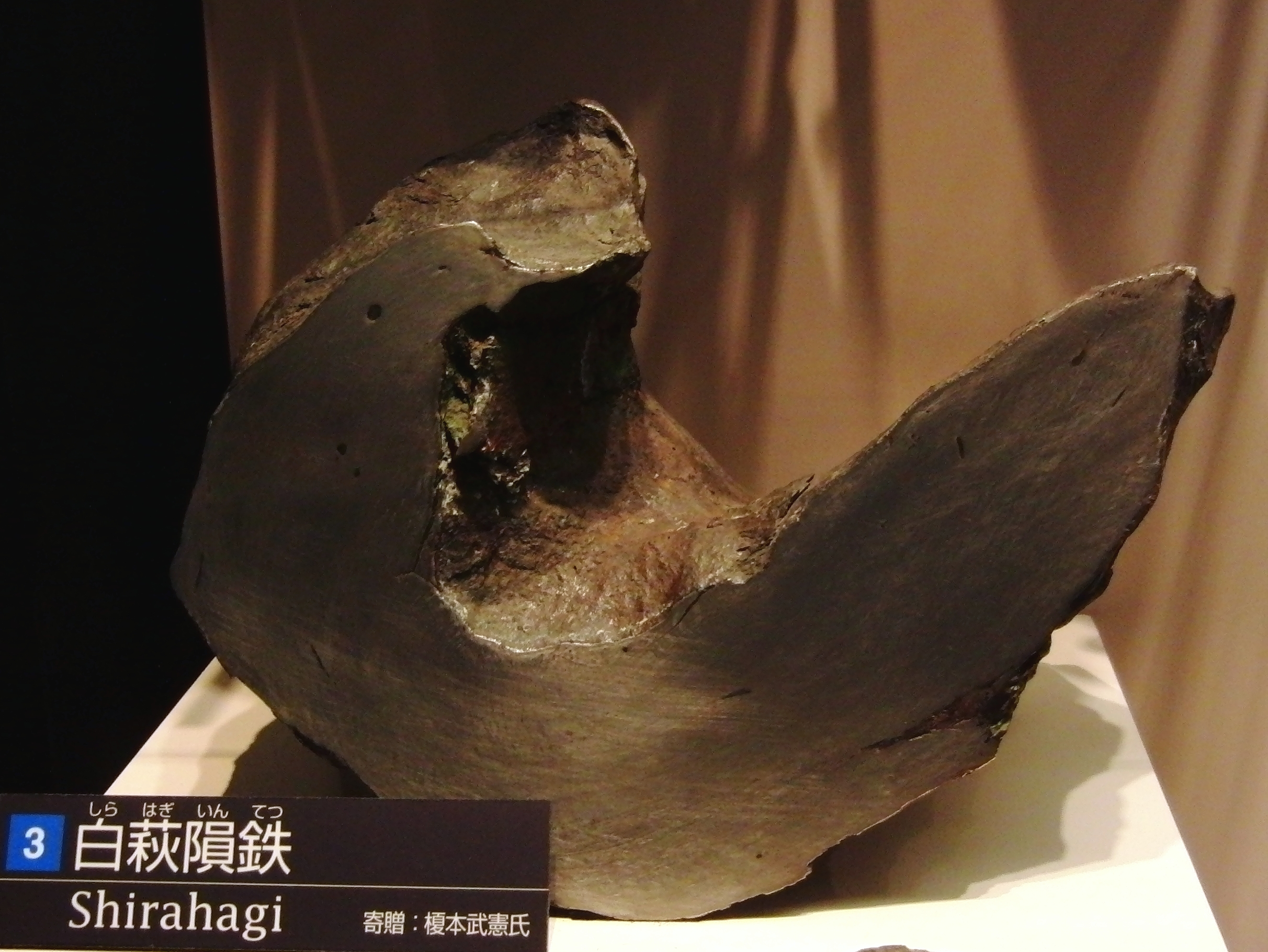
白萩隕鉄。国立科学博物館の展示。榎本武憲寄贈。

1890年（明治23年）、富山県上市川上流において、漬物石を探していた発見者の手により採取される。その後、大きさのわりに重い石（22.7キログラム）であったため、調査された結果、隕鉄であるということが学術的に判明し「白萩隕鉄1号」と名付けられた。分析には農商務省地質調査所の近藤会次郎があたった。その報を聞いた榎本はポケットマネーで「白萩隕鉄1号」を購入した（なお、2年後の1892年には、同じ場所で「白萩隕鉄2号」も発見されている）。

## 隕鉄製の刀剣

### 隕鉄刀
専修大学教授の田口勇が刀工の法華三郎信次に依頼し、鋼を混ぜず、隕鉄のみの原料で製作された「隕鉄刀」がある。素材となった原料はアフリカのナミビアで発見された「ギボン隕鉄」である。隕鉄は10パーセント近いニッケルを含み、100万年に約1度の割合で徐々に冷えていく故に地球上では成りあがらない金属組織を有し、折り返し鍛錬は容易ではなく、法華も失敗の連続で諦めかけたが、「最後に、隕鉄が溶解するのを恐れず、思いきって温度を上げたら、やっと鍛着した。炎の色から判断すると、普通の鋼と違い、わずかな温度の違いで、鍛着したり、しなかったりする」とコメントを残した。

### 天鉄刀
人類は製鉄技術が確立する前には鉄を多く含む隕石を原料に鉄器を作っていたと考えられており、工程などの検証を行うため、岐阜かかみがはら航空宇宙博物館に関市の刀工が協力し「天鉄刀」が3振り製作された。製作した26代藤原兼房は片刃と諸刃の短剣も製作している。

### その他

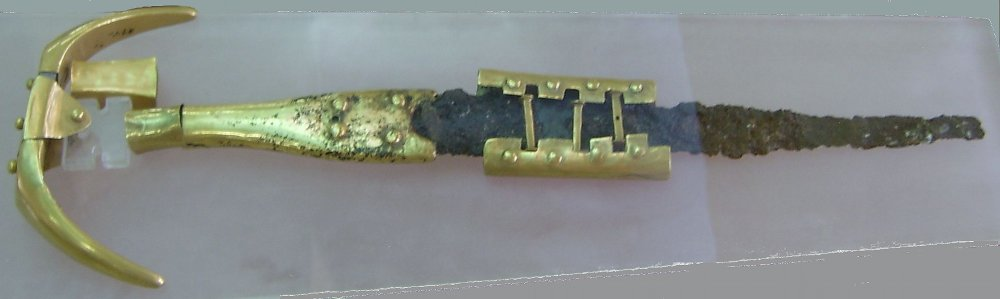
アラジャホユック遺跡の短剣。
アンカラ・アナトリア文明博物館所蔵。

- 前述の通り、日本で流星刀が製作されるきっかけとなったのは、ロシア皇帝が所有していた鉄隕石を使用した刀に起因がある[4]。この刀は1793年に南アフリカで発見された喜望峰隕鉄から作られ、1810年ごろロシア皇帝アレクサンドル1世に贈られたものである。
- ムガル帝国皇帝のジャハーンギールも鉄隕石を使用したナイフと短剣をそれぞれ製作させている。製作させた理由は、「隕鉄を使用した刃物は魔力をもつ」といった伝承を信じてのこととされる[4]（この場合、魔剣としての意味合いを有す）。
- 日本では他に鉄隕石を使用した両刃の剣である「隕星剣」（四日市市立博物館に展示もされた）も製作されている。天体写真家の大野裕明が刀工の藤安将平に依頼して1992年に製作させた1振りで[14]、これも使用された隕鉄は海外由来。製作された動機は、榎本が製作させた流星刀に影響されてのこととされる（1994年に法華が鍛えた純粋隕鉄刀も同様で、流星刀に起因がある）。
- 現在でも刀工に依頼して流星刀が製作されるが、国内産ではなく、海外産の隕鉄が使用されることが多いとされる[14]。また、隕鉄を使用した日本刀は独特の輝きを有しているとされる[4][10]（前述のように地球上の鋼を鍛えるのとは異なるゆえ刀工が加工に苦心している）。
- 貴重な鉄隕石が素材であるため、一般の刀剣と比べ、極めて生産数が限られている。また、各国で製作される動機も、実用武器としてではなく、貴重品（呪具・家宝等）として製作されている（前述）。
- 2008年、日本の研究グループの分析により、トルコのアラジャホユック遺跡（英語版）の王墓（No. Al.K.1）で発見された短剣が、隕鉄を素材としていたとする調査結果が発表された[15][16]。この短剣は紀元前2500年ごろに制作されたとみられている。
- 2016年、イタリア人とエジプト人の研究者から成る調査チームによると、ツタンカーメンの墓で発見された短剣が、隕石を素材としていたとする調査結果が発表された[17]。
- 紛失とされてきた短刀1振りが石黒家で保管されていることが分かった[18]。